# جلالیان
کیاهای جلالی، جلالیان یا جلال اَزرِک نام خاندانی از طبرستان بودند که در دوره ملوک‌الطوایفی با خاندان چلاویان رقابت سختی داشتند. افراد این خاندان از نسل جمال احمد اجل هستند که موجب شکست حمله سربداران به طبرستان شد. پس از فروپاشی اسپهبدان باوندی، کیا فخرالدین جلالی و کیا ویشتاسب جلالی از این خاندان به ترتیب در ساری و توجی به حکومت رسیدند. دکتر حسین اسلامی این خاندان را اصالتاً اهل بابل کنونی می‌داند.